# Diligência (veículo)

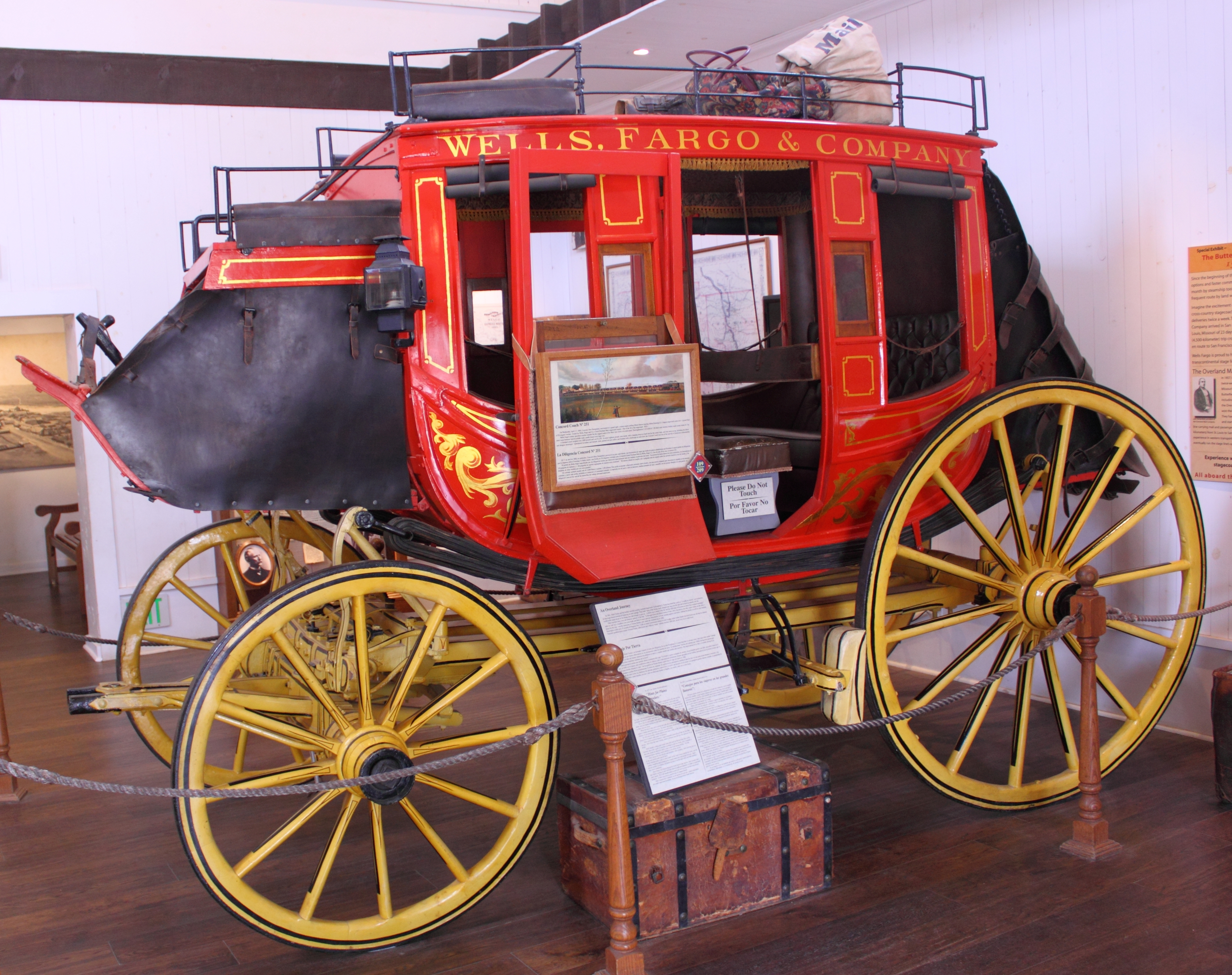
Uma diligência Concord preservada
com as cores da Wells Fargo.

Uma diligência é um tipo de carruagem fechada de quatro rodas utilizada para o transporte de passageiros e mercadorias, extremamente resistente e puxada por quatro cavalos. Amplamente usada antes da introdução do transporte ferroviário, a diligência fazia viagens regulares entre estações, que ofereciam locais de descanso para quem viajava nestes veículos.

## Visão geral
Muito usada antes do transporte ferroviário movido a vapor, uma diligência fazia longas viagens programadas usando estações de parada ou postos onde os cavalos da diligência seriam substituídos por cavalos descansados.